# كاريسيو
كاريسيو هي بلدية في مقاطعة فرشيلي التابعة لإقليم بييمونتي الإيطالي، تقع على بعد حوالي 60 كيلومتر (37 ميل) إلى الشمال الشرقي من مدينة تورينو وحوالي 20 كيلومتر (12 ميل) شمال غرب مدينة فيرتشيلي.
تقع كاريسيو على حدود البلديات التالية: بالوكو، بورونزو، كافاليا، فورميليانا، سالوسولا، سانثيا، فيلانوفا بيليسي.

## السكان
في سنة 1861 بلغ عدد السكان 1٬540 نسمة، وتطور العدد ليصل في سنة 2011 لـ 864 نسمة.
يظهر هذا المخطط البياني تطور النمو السكاني لـ كاريسيو